# Дело шестнадцати (1982)
Дело шестнадцати — дело группы 16 студентов, которым занимались КГБ Украинской ССР и комитет КПСС Киевского государственного университета (КГУ) им. Т. Г. Шевченко в апреле-мае 1982 года.
16 студентов 2-3-го курсов университета пяти факультетов (исторического, романо-германского, кибернетического, физического и филологического) занимались самообразованием в области подлинной истории Украины, а не её советской версии, собирались на тайные встречи, в частности, в Киево-Печерской Лавре, в доме художников, где работал сторожем один из её членов (М. Бичек). Кристаллизация группы началась осенью 1981 года на момент задержания группа находилась в состоянии становления. В ней были заметны радикальное и умеренное крыло. Самым радикальным в группе был студент романо-германского факультета Зиновий Бляхарский из г. Трускавец. В группу входил также студент физического факультета Владимир Чемерис, в дальнейшем один из организаторов Революции на граните, народный депутат Украины (1994—1998), член правления Украинского Хельсинкского Союза, сокоординатор акции «Украина без Кучмы». Больше всего было студентов-историков: Николай Бычек, братья Александр и Павел Кислюк, Николай Манько, Михаил Сиволап.
В конце деятельности усилились разногласия между умеренным и радикальным участниками группы: первые считали целесообразной инфильтрацию в систему с целью её подрыва изнутри и дальнейшего реформирования, вторые призывали к немедленным действиям, к которым они в конце концов и прибегли, не согласовав с другими участниками — печать и разбрасывание листовок, поджог огромного портрета Брежнева на Крещатике напротив Центрального универмага и Центрального гастронома. 
После этого в конце апреля 1982 все участники группы были задержаны сотрудниками КГБ в процессе поджога или прямо во время занятий. Были проведены допросы, снятые показания, взятые подписки. Выяснилось, что членов группы в самом начале выдал органам один из её участников, с тех пор они находились под наблюдением КГБ, некоторые их встречи записывались. После этого студентами группы шестнадцати занялись партийные и комсомольские органы КГУ, в том числе не помиловали и предателя. Была развернута массированная кампания по развенчанию «буржуазных националистов»: сборы на уровне группы с осуждением деятельности и требованиями исключить из университета и наказать отступников, дальше то же самое на уровне курса, факультета и, наконец, общеуниверситетских собрания, после чего наступал этап исключения из комсомола, из партии и из университета и т. д. Были исключены З. Бляхарский, Чемерис, М. Бичек, П. Кислюк.
Из-за передачи о «группе шестнадцати» на радиостанции «Голос Америки» и, как следствие, требования КГБ в партком КГУ прекратить «популяризировать националистов» преследования прекратились. В дальнейшем исключены члены группы восстановились в университете, некоторые только во времена независимости Украины. Большинство членов группы и дальше придерживались активной политической позиции, участвовали в событиях 1990—1991 годов, 2004 года и 2014 года.
Условное название «Дело шестнадцати», «группа шестнадцати» стало следствием публикации в журнале «Украина» в начале 1990-х годов.